# Reseda somalensis
Reseda somalensis är en resedaväxtart som beskrevs av Baker f. Reseda somalensis ingår i släktet resedor, och familjen resedaväxter. Inga underarter finns listade i Catalogue of Life.